# Chặng đua MotoGP Emilia Romagna
Chặng đua MotoGP Emilia Romagna (tên chính thức Gran Premio dell'Emilia Romagna e della Riviera di Rimini) là một chặng đua thuộc giải đua xe MotoGP được tổ chức trong hai năm 2020 và 2021 ở trường đua Misano, Ý. Đây là chặng đua được bổ sung vào lịch thi đấu do có các chặng đua khác bị hủy vì đại dịch COVID-19. Chặng đua này bao gồm 4  thể thức là MotoGP, Moto2, Moto3 và MotoE.

## Lịch sử
Trong 2 năm 2020 và 2021 do ảnh hưởng của đại dịch COVID-19 nên ban tổ chức MotoGP đã cho phép trường đua Misano tổ chức chặng đua thứ hai, lấy tên là chặng đua MotoGP Emilia Romagna.
Năm 2020, Francesco Bagnaia bị ngã khi đang dẫn đầu, người chiến thắng là Maverick Vinales.
Năm 2021, Francesco Bagnaia tiếp tục bị ngã khi đang dẫn đầu, lần này người chiến thắng là Marc Marquez. Sau chặng đua này, Fabio Quartararo cũng chính thức đoạt chức vô địch mùa giải 2021.

## Kết quả theo năm
| Năm  | Trường đua | MotoE              | MotoE         | MotoE          | MotoE     | Moto3         | Moto3        | Moto2           | Moto2    | MotoGP           | MotoGP | Chi tiết |
| Năm  | Trường đua | Race 1             | Race 1        | Race 2         | Race 2    | Moto3         | Moto3        | Moto2           | Moto2    | MotoGP           | MotoGP | Chi tiết |
| Năm  | Trường đua | Tay đua            | Xe            | Tay đua        | Xe        | Tay đua       | Xe           | Tay đua         | Xe       | Tay đua          | Xe     | Chi tiết |
| ---- | ---------- | ------------------ | ------------- | -------------- | --------- | ------------- | ------------ | --------------- | -------- | ---------------- | ------ | -------- |
| 2021 | Misano     | —                  | Dennis Foggia | Honda          | Sam Lowes | Kalex         | Marc Márquez | Honda           | Chi tiết |                  |        |          |
| 2020 | Misano     | Dominique Aegerter | Energica      | Matteo Ferrari | Energica  | Romano Fenati | Husqvarna    | Enea Bastianini | Kalex    | Maverick Viñales | Yamaha | Chi tiết |